# Sant Joan Evangelista (Apostolat d'Almadrones)
Sant Joan Evangelista és una obra realitzada per El Greco amb col·laboració del seu obrador, entre 1608 i 1614, que formava part d'un apostolat -actualment incomplet i dispers- procedent de l'església d'Almadrones.
Aquesta obra formava part d'un apostolat incomplet -només se'n conserven nou llenços- provinent de l'església d'Almadrones, a Guadalajara. Aquest conjunt repeteix amb poques variants els models anteriors, com el de l'apostolat de la Catedral de Toledo i el del Museu del Greco. Sembla que és d'una etapa més tardana que la dels altres apostolats existents, i també la seva tècnica sembla més avançada.

## Anàlisi de l'obra
- Pintura a l'oli sobre llenç; 72x 55 cm.; 1608-14; antigament ? al Museu d'art Kimbell, Fort Worth, Texas.
- A la part superior dreta, hi apareixen les inicials delta i theta, a manera de signatura.

Aquesta pintura està molt restaurada, i és d'una qualitat mediocre.
Segons Josep Gudiol, en aquest conjunt d'Almadrones, El Greco entra en una fase que l'acosta a l'expressionisme, i que gairebé sembla una premonició de Vincent van Gogh. Segons aquest mateix autor, aquesta imatge de Joan Evangelista té un rostre semblant al d'un arlequí, obstinat i al·lucinat alhora.